# Lance de cavalerie
Une lance de cavalerie est un type de lance destiné au combat à cheval. Il s'agit de l'arme principale du chevalier du Moyen Âge. Elle est complétée par diverses armes secondaires adaptées au combat rapproché, principalement l'épée ou la hache d'arme, voire la masse d'arme. 
Sous forme courtoise (émoussée), la lance de cavalerie était utilisée lors des joutes équestres.